# マガリ・メスマー
マガリ・メスマー（Magali Messmer,　1971年9月9日 - ）は、スイス・ラ・ショー＝ド＝フォン出身のトライアスロン選手である。
メスマーは2000年シドニーオリンピックでオリンピック初出場を果たし、2時間01分08秒83のタイムで銅メダルを獲得した。彼女のスプリットタイムは、スイムが19分39秒38、自転車が1時間05分40秒00、ランが35分49秒45であった。
彼女の最近の国際トライアスロン連合のランキングは次のとおりである。
- 2004年　40位